# Уганда на летних Олимпийских играх 1968
Уганда принимала участие в Летних Олимпийских играх 1968 года в Мехико (Мексика) в четвёртый раз за свою историю, и завоевала одну серебряную и одну бронзовую медали. Уганда выиграла свои первые олимпийские медали.

## Медали
| Серебро |                  |                         |            |
| №       | Спортсмены       | Вид спорта (дисциплина) | Дата       |
| 1       | Эридади Мукванга | Бокс (до 54 кг)         | 26 октября |
| Бронза  |                  |                         |            |
| №       | Спортсмены       | Вид спорта (дисциплина) | Дата       |
| 1       | Лео Рвабвого     | Бокс (до 51 кг)         | 24 октября |

## Результаты соревнований

### Бокс
Соревнования по боксу проходили по системе плей-офф. Для победы в олимпийском турнире боксёру необходимо было одержать от четырёх до шести побед в зависимости от жеребьёвки соревнований и весовой категории. Оба спортсмена, проигравших в полуфинальных поединках, становились обладателями бронзовых наград. Представители бокса, как и на предыдущих Играх, составляли большую часть сборной Уганды. На Играх в Мехико угандийские боксёры были представлены в рекордных для себя 8 из 11 весовых категориях. По итогам соревнований сразу два боксёра смогли стать обладателями олимпийских наград, причём эти медали стали первыми в истории выступления Уганды на Олимпийских играх. Близки к завоеванию медали были ещё два угандийских боксёра, но оба уступили на стадии четвертьфинала.
Мужчины
| Категория  | Спортсмены       | Первый раунд       | Второй раунд              | 1/8 финала             | Четвертьфинал         | Полуфинал             | Финал                 | Место |
| Категория  | Спортсмены       | Соперник Результат | Соперник Результат        | Соперник Результат     | Соперник Результат    | Соперник Результат    | Соперник Результат    | Место |
| ---------- | ---------------- | ------------------ | ------------------------- | ---------------------- | --------------------- | --------------------- | --------------------- | ----- |
| до 48 кг   | Дуглас Огада     | Не проводится      | KORЧи Ён Джу П RSC-2      | Завершил выступление   | Завершил выступление  | Завершил выступление  | Завершил выступление  | 17    |
| до 51 кг   | Лео Рвабвого     | Не проводится      | KORСу Сан Ён В 5:0        | USAД. Васкес В 3:2     | HUNТ. Бадари В 3:2    | POLА. Олех П 2:3      | Завершил выступление  | 3     |
| до 54 кг   | Эридади Мукванга | Не участвовал      | ESPР. Суарес В KO-2       | ROUН. Гиджу В RSC-2    | MEXР. Сервантес В 4:1 | KORЧан Гю Чхоль В 4:1 | URSВ. Соколов П RSC-2 | 2     |
| до 60 кг   | Мохамед Мурули   | Не участвовал      | CHIЛ. Муньос В 5:0        | VENА. Мендоса В 4:1    | USAР. Харрис П 0:5    | Завершил выступление  | Завершил выступление  | 5     |
| до 63,5 кг | Алекс Одиамбо    | Не участвовал      | ESPМ. Перес В RSC-1       | USAД. Уоллингтон П 0:5 | Завершил выступление  | Завершил выступление  | Завершил выступление  | 9     |
| до 67 кг   | Эндрю Каджо      | Не участвовал      | ARGМ. Гуильоти П 1:4      | Завершил выступление   | Завершил выступление  | Завершил выступление  | Завершил выступление  | 17    |
| до 71 кг   | Дэвид Джексон    | Не проводится      | AUTР. Зальцбургер В TKO-2 | DENН. Ларсен В 3:2     | FRGГ. Майер П 0:5     | Завершил выступление  | Завершил выступление  | 5     |
| до 75 кг   | Джордж Оума      | Не проводится      | Не участвовал             | URSА. Киселёв П 1:4    | Завершил выступление  | Завершил выступление  | Завершил выступление  | 9     |